# Ron Widby
George Ronald Widby, detto Ron (Knoxville, 9 marzo 1945 – 23 dicembre 2020), è stato un giocatore di football americano e cestista statunitense, professionista nella NFL e nella ABA.

## Carriera
Venne selezionato dai Chicago Bulls al dodicesimo giro del Draft NBA 1967 (126ª scelta assoluta).

## Palmarès

### Franchigia
- Super Bowl : 1
- Dallas Cowboys: VI

### Individuale
- First-team All-Pro: 1

1969
- Convocazioni al Pro Bowl: 1

1971